# Amapiano
L'amapiano è un sottogenere della musica house e del kwaito originario del Sudafrica. Lo stile si ispira al kwaito, alla deep house, al gqom, al jazz e alla lounge.
Benché l'amapiano abbia iniziato a far parlare di sé negli anni 2010, vengono offerte diverse teorie sulla sua origine e periodo di nascita. Tra i molti esponenti dell'amapiano vi sono Focalistic, Mr JazziQ, MFR Souls, Costa Titch e Kabza De Small.